# Сага о Винланде (манга)
Сага о Винланде (яп. ヴィンランド･サガ винрандо сага) — историческая манга, автором которой является Макото Юкимура. Манга издавалась Kodansha и впервые была опубликована в еженедельном журнале Weekly Shonen Magazine, прежде чем перейти в ежемесячный журнал Monthly Afternoon. Выпускалась с 2005 по 2025 год и насчитывает 28 томов. 
Аниме-сериал производства Wit Studio транслировался на канале NHK General TV с июля по декабрь 2019 года. Второй сезон, снятый на студии MAPPA, был показан по Tokyo MX и BS11 в январе—июне 2023 года.
В 2012 году «Сага о Винланде» получила премию манги Kodansha. По состоянию на 2018 год тираж манги составил более 5 миллионов экземпляров. Экранизация была признана одним из лучших аниме-сериалов 2019 года.

## Сюжет
Эта история начинается в начале XI века, когда в северных морях господствуют викинги, которые продолжают походы в Англию. В эпоху, когда топор являлся более весомым аргументом, чем слово, маленький мальчик теряет своего отца. Став на путь воина, он жаждет честного поединка с его убийцей. Юноша вступает в отряд врага и выполняет для него самые сложные задания, получая в награду право на дуэль, но в каждой схватке с убийцей отца проигрывает опыту и возрасту соперника. Продолжая жизнь наёмника, он невольно становится участником куда более серьёзного конфликта. История основана на исландских сагах: «Сага об Эрике Рыжем» и «Сага о гренландцах».

## Персонажи

### Главные герои
- Торфинн (яп. トルフィン Торуфин) — главный герой манги, прототипом которого является Торфинн Карлсефни. Его отца убивает в нечестном бою (как считает сам Торфинн) лидер одной из дружин викингов, Аскеладд. Торфинн принимает решение во что бы то ни стало отомстить, для этого он вступает в отряд Аскеладда. Его гордый нрав не позволяет убить своего врага исподтишка, поэтому он ищет возможности для честного поединка, и именно поединками Аскеладд платит ему за работу.

- Торс (яп. トールズ То:рудзу) по прозвищу Йомский Тролль. Отец Торфинна. Во времена своей молодости был одним из лучших воинов в братстве йомсвикингов. В поисках мирной жизни он уплыл вместе со своей женой с материка в Исландию, где и обосновался. Но война застигла его и там. К нему явился гонец с приказом явиться в войско Свена Вилобородого, короля Дании, на очередную военную кампанию викингов против Англии. По пути в Данию он заходит в один из фиордов Фарерских островов, где происходит последняя его битва с дружиной Аскеладда, нанятой Флоки.

- Аскеладд (яп. アシェラッド Ашэраддо), имя которого отсылает к Аскеладдену, норвежскому фольклорному персонажу, известному своей сообразительностью. Лидер одной из дружин викингов. Сын викинга Олафа от рабыни Лидии. По материнской линии является прямым потомком великого Артория. Не отличается огромной физической мощью, но обладает опытом, умом и интуицией. Один из самых интересных персонажей в манге, берёт своё умом и хитростью. Один из его психологических трюков — держать в подчинении Торфинна, используя его жажду мести и врождённое понятие о чести воина. Аскеладд в награду за выполнение самых сложных заданий позволяет Торфинну сражаться с собой на дуэли. В душе Аскеладд ненавидит викингов, потому что хранит один ему ведомый секрет.

- Торкелль (яп. トルケル Торукэру) по прозвищу Длинный. Его реальный прототип перешёл на сторону Англии, разочаровавшись в своих людях. Йомсвикинг. Наделён огромным, за 2 метра, ростом и большой физической силой. Предводитель отряда викингов-наёмников, за деньги сражающихся под знамёнами короля Англии, Этельреда II. Влюблён в битвы и очень страдает от отсутствия достойного соперника, пока не встречается в поединке с Торфинном. Впоследствии дважды сражается с ним и теряет два пальца и глаз, хотя показывает своё превосходство в силе. Был другом, соратником и шурином Торса. Двоюродный дедушка Торфинна, которым искренне восхищается.

- Кнуд (яп. クヌート Куну:то), персонаж основан на личности реального короля Кнуда Великого, выдающегося датского правителя Англии. Наследный принц, младший сын Свена Вилобородого, короля Дании. В начале предстаёт физически слабым, робким, застенчивым и мягким, нисколько не подходящим на роль будущего короля, полностью зависящим от своего слуги Рагнара. Торфинну приходится охранять Кнуда на протяжении Английской кампании, хотя принц — ровесник главного героя. Впоследствии Кнуд сильно меняется.

### Второстепенные герои
- Ильва (ユルヴァ) — старшая сестра Торфинна. При своей красивой внешности имеет прагматичный ум и тяжёлый характер. Несмотря на свой пол, мечтает быть викингом и ходить в море.
- Флоки (フローキ) — лидер йомсвикингов, подчиняется Свену Вилобородому. Огромный шрам уродует правую половину его лица. Очень коварный человек.
- Бьёрн (ビョルン) — правая рука и единственный друг Аскеладда. Викинг огромной физической силы. Перед битвами любит есть мухоморы, от чего становится берсерком и неистово крушит каждого подвернувшегося под руку.
- Лейф Эрикссон (レイフ・エリクソン) — первый европеец, посетивший Америку (Винланд), старый друг Торса. В воспоминаниях Торфинна предстаёт в образе старика, неспешно раскуривающего трубку с табаком и рассказывающего детишкам истории о своём плавании на запад, хотя на тот момент Лейфу на самом деле всего лишь немного за тридцать. После смерти Торса он не перестаёт искать Торфинна.
- Рагнар (ラグナル) — наставник и опекун принца Кнуда. Практически заменил ему отца. Возможно, из-за его чрезмерной опеки принц вырос таким мягким. Убит по приказу Аскеладда.
- Священник Виллибальд (ヴィリバルド) — беспробудный пьяница, заросший волосами и бородой, отчего выглядит стариком в свои 23. Один из наставников принца Кнуда. Пытается нести христианство викингам. Смысл его жизни — найти ответ на вопрос: «Что такое любовь?».
- Эйнар — побратим Торфинна, с которым он познакомился во время своего рабства на ферме.
- Кетиль — землевладелец, у которого работали Торфинн и Эйнар. Казался добрым и великодушным, позволяя рабам выкупить свободу. После конфликта с королём Кнудом его жизнь изменилась в худшую сторону.
- Гудрид — родственница Лейфа, с детства мечтавшая ходить в море. Сбежала с собственной свадьбы и присоединилась к экспедиции в Винланд. Влюблена в Торфинна. Прототипом является Гудрид Торбьярнардоттир[12], жена исторического Торфинна Карлсефни и вдова Торстейна Эрикссона, младшего брата Лейфа[13].
- Хильда — охотница, чьего отца когда-то убил Торфинн. Одолела Торфинна в схватке, но решила позволить ему попытаться искупить грехи, как он просил. Присматривает за Торфинном, путешествуя вместе с ним.
- Торфинн — приёмный сын Лейфа (Пучеглазый), бывший раб, выкупленный и усыновлённый Лейфом.
- Карли — ребёнок, спасённый Торфинном из разграбленной деревни.
- Мама Карли — собака, спасённая вместе с Карли. Заботится о Карли, как о собственном щенке.

## Манга
На июнь 2008 года Vinland Saga успешно продалась в Японии тиражом 1,2 миллиона экземпляров пяти томов. Первые главы манги выходили в японском еженедельном журнале Weekly Shonen Magazine, но автор не смог поддерживать требуемый темп и делать по главе в неделю, поэтому манга переехала в ежемесячный журнал Afternoon. Для этого были переработаны обложки томов и несколько изменён порядок глав. В 2012 году манга получила премию Коданся в общей категории. На 2018 год было продано более 5 миллионов экземпляров. 9 ноября 2019 года Юкимура объявил о начале работы над последней частью объёмом более 1000 страниц, что займёт несколько лет. Автор манги говорил, что во многом его творчество вдохновлено «Берсерком». В 2020 году Ubisoft Japan и Юкимура договорились о создании кроссовера Assassin's Creed Valhalla и «Саги о Винланде», где Торфинн пересекается с Эйвором. В июле 2021 года, после выхода 25 тома, объявлен перерыв. В декабре 2024 года Юкимура сообщил, что публикация скоро закончится: «Я знаю, что жалуюсь даже после перерыва, но… трудно заканчивать историю». Самым главным препятствием перед финалом является желание создателя угодить как можно большему количеству поклонников. Хотя автор знает, что невозможно сделать довольным каждого читателя, он стремится придумать подходящий конец. Последняя 220 глава вышла 25 июля 2025 года.
На русском языке манга выпускается издательством «Истари Комикс».

### Список томов
| №  | Японский                                                             | Японский                                                                  | Русский               | Русский                |
| №  | Дата публикации                                                      | ISBN                                                                      | Дата публикации       | ISBN                   |
| -- | -------------------------------------------------------------------- | ------------------------------------------------------------------------- | --------------------- | ---------------------- |
| 1  | 15 июля 2005 года (Weekly Shōnen) 23 августа 2006 года (Afternoon)   | ISBN 978-4-06-363559-1 (Weekly Shōnen) ISBN 978-4-06-314423-9 (Afternoon) | Июнь 2020 года        | ISBN 978-5-6043444-1-5 |
| 2  | 17 ноября 2005 года (Weekly Shōnen) 23 августа 2006 года (Afternoon) | ISBN 978-4-06-363580-5 (Weekly Shōnen) ISBN 978-4-06-314428-4 (Afternoon) | Июнь 2020 года        | ISBN 978-5-6043444-1-5 |
| 3  | 23 октября 2006 года                                                 | ISBN 978-4-06-314433-8                                                    | Март 2021 года        | ISBN 978-5-6043444-2-2 |
| 4  | 23 февраля 2007 года                                                 | ISBN 978-4-06-314440-6                                                    | Март 2021 года        | ISBN 978-5-6043444-2-2 |
| 5  | 23 октября 2007 года                                                 | ISBN 978-4-06-314473-4                                                    | Февраль 2022 года     | ISBN 978-5-6043444-3-9 |
| 6  | 23 июня 2008 года                                                    | ISBN 978-4-06-314510-6                                                    | Февраль 2022 года     | ISBN 978-5-6043444-3-9 |
| 7  | 23 февраля 2009 года                                                 | ISBN 978-4-06-314544-1                                                    | 23 декабря 2022 года  | ISBN 978-5-6043444-4-6 |
| 8  | 23 сентября 2009 года                                                | ISBN 978-4-06-314581-6                                                    | 23 декабря 2022 года  | ISBN 978-5-6043444-4-6 |
| 9  | 23 июня 2010 года                                                    | ISBN 978-4-06-310672-5                                                    | 7 августа 2023 года   | ISBN 978-5-907539-54-9 |
| 10 | 22 апреля 2011 года                                                  | ISBN 978-4-06-310736-4                                                    | 7 августа 2023 года   | ISBN 978-5-907539-54-9 |
| 11 | 23 января 2012 года                                                  | ISBN 978-4-06-387801-1                                                    | 18 декабря 2023 года  | ISBN 978-5-907539-55-6 |
| 12 | 22 ноября 2012 года                                                  | ISBN 978-4-06-387850-9                                                    | 18 декабря 2023 года  | ISBN 978-5-907539-55-6 |
| 13 | 23 июля 2013 года                                                    | ISBN 978-4-06-387909-4                                                    | 2 апреля 2024 года    | ISBN 978-5-907539-56-3 |
| 14 | 21 февраля 2014 года                                                 | ISBN 978-4-06-387956-8                                                    | 2 апреля 2024 года    | ISBN 978-5-907539-56-3 |
| 15 | 23 октября 2014 года                                                 | ISBN 978-4-06-387999-5                                                    | 2 апреля 2024 года    | ISBN 978-5-907539-57-0 |
| 16 | 23 июня 2015 года                                                    | ISBN 978-4-06-388062-5                                                    | 2 апреля 2024 года    | ISBN 978-5-907539-57-0 |
| 17 | 22 января 2016 года                                                  | ISBN 978-4-06-388109-7                                                    | 18 сентября 2024 года | ISBN 978-5-907841-55-0 |
| 18 | 23 августа 2016 года                                                 | ISBN 978-4-06-388170-7                                                    | 18 сентября 2024 года | ISBN 978-5-907841-55-0 |
| 19 | 21 апреля 2017 года                                                  | ISBN 978-4-06-388251-3                                                    | 18 февраля 2025 года  | ISBN 978-5-907841-56-7 |
| 20 | 22 ноября 2017 года                                                  | ISBN 978-4-06-510362-3                                                    | 18 февраля 2025 года  | ISBN 978-5-907841-56-7 |
| 21 | 23 августа 2018 года                                                 | ISBN 978-4-06-512433-8                                                    | 3 июля 2025 года      | ISBN 978-5-907841-57-4 |
| 22 | 21 июня 2019 года                                                    | ISBN 978-4-06-515180-8                                                    | 3 июля 2025 года      | ISBN 978-5-907841-57-4 |
| 23 | 22 ноября 2019 года                                                  | ISBN 978-4-06-517507-1                                                    |                       |                        |
| 24 | 23 октября 2020 года                                                 | ISBN 978-4-06-521004-8                                                    |                       |                        |
| 25 | 21 июля 2021 года                                                    | ISBN 978-4-06-523605-5                                                    |                       |                        |
| 26 | 23 мая 2022 года                                                     | ISBN 978-4-06-527928-1                                                    |                       |                        |
| 27 | 22 июня 2023 года                                                    | ISBN 978-4-06-531910-9                                                    |                       |                        |
| 28 | 21 июня 2024 года                                                    | ISBN 978-4-06-535519-0                                                    |                       |                        |

## Аниме
19 марта 2018 года Twin Engine анонсировал адаптацию манги в виде аниме-сериала. Производство осуществляет Wit Studio при поддержке Production I.G. Выход состоялся в июле 2019 года. Потоковый сервис Amazon транслировал экранизацию по всему миру. Выпуск на Blu-ray и DVD состоялся с 25 декабря 2019 года по 25 марта 2020 года.
Показ 10 серии в Японии был перенесён с 8 на 15 сентября 2019 года из-за тайфуна «Факсай». Также 18 серия была задержана до 18 ноября. Режиссёр Сюхэй Ябута извинился перед зрителями за недостаточно хорошую анимацию 17 серии по сравнению с мангой и заверил, что съёмочная группа работает над тем, чтобы никто больше не испытывал такого разочарования.
«Сага о Винланде» выиграла в номинации «лучшая драма» по итогам церемонии Crunchyroll Anime Awards 2020.
WIT Studio опубликовала тизер-трейлер продолжения. 7 июля 2021 года был представлен трейлер, режиссёр Сюхэй Ябута и дизайнер персонажей Такахико Абиру показали новые иллюстрации. 25 июля Ябута подтвердил, что над новой адаптацией будет работать почти такой же состав, как и раньше, но не обозначил ни конкретных сроков, ни название студии. По словам режиссёра, в производственном заказе достаточно серий, чтобы показать дальнейшую историю и раскрыть персонажей. 19 апреля 2022 года Абиру сообщил, что работа продолжается, и поблагодарил всех за терпение. 8 июня 2022 года был показан новый тизер, производством занимается студия MAPPA. Дата выхода —  9 января 2023 года. Сюхэй Ябута принёс извинения за то, что из 16 и 17 серий была исключена предыстория Змея, несмотря на готовые раскадровки. К завершению трансляции Такахико Абиру написал, что «путешествие Торфинна продолжится».

### Музыка
Начальные композиции:
1. «Mukanjyo» («Бесчувственный»), в исполнении постхардкор группы Survive Said The Prophet[42][43]
2. «Dark Crow» («Тёмная ворона»), в исполнении группы MAN WITH A MISSION[44][45]
3. «River», в исполнении Anonymouz[46][47]
4. «Paradox», в исполнении Survive Said the Prophet[48]

Завершающие композиции:
1. «Torches» («Факелы»), в исполнении Aimer[49][50]
2. «Drown» («Идти ко дну»), в исполнении milet[51][52][53]
3. «Without Love» («Без любви»), в исполнении LMYK[54]
4. «Ember», в исполнении haju:harmonics[55]

Саундтрек первого сезона был выпущен Sony Records 19 февраля 2020 года на двух CD. Музыка второго сезона издана лейблом Fujipacific Music в цифровом формате 14 июля 2023 года. Композитором являлся Ютака Ямада.

## Рецензии и оценки
Профессор Карл Филпстед из Кардиффского университета, анализируя мангу и аниме, указал на то, что Винланд — узнаваемое название не только для специалистов в этой области, но и более широкой аудитории. Знающих людей поражает странное наименование «Сага о Винланде» для истории, которая идёт в основном в Англии. Винланд, согласно «Саге об Эрике Рыжем» и «Саге о гренландцах», является идеальным местом. С другой стороны, норвежцы, которые пытались основать там поселение, конфликтовали с местными жителями. Они фактически отказались от идеи постоянного проживания. Так что это отнюдь не идеальная земля или утопия: «О Винланде любят вспоминать, показывая превосходство европейцев в Северной Америке за 500 лет до Колумба, добавляя „Хайль Винланд“ и забывая о действительности». Торфинн не бывал в Англии. Смерть Торса напоминает гибель Олава Трюггвасона. Аскеладд имеет некоторое сходство с Олавом Павлином, хотя тот был сыном Хёскульда и ирландской рабыни Мелькорки. Бьорн как берсерк отсылает к легендарному воину-медведю Бёдвару Бьярки из саги о Хрольфе Краки. Торкелль очень похож на прототип. Кнуд в реальности был жестоким воином и покровителем церкви. Викинги популярны, поскольку они не просто воины, но и авантюристы, имеющие романтическую привлекательность. Средневековые реалии показаны в книгах Джесси Байока «Исландия эпохи викингов», Режи Буайе «Викинги: История и цивилизация» и Нила Прайса «История викингов. Дети Ясеня и Вяза».
Kotaku отметил, что поскольку Макото Юкимура написал мангу «Странники», то от него ожидали достойного качества. История вышла захватывающая, жестокая и трогательная, которая твёрдо заняла место рядом с другими классическими произведениями. В целом, «Сага о Винланде» рассказывает о взрослении, наполненном уроками и потерями, трагедией и созерцанием, батальными сценами и лёгким юмором. Редко можно найти мангу, которая способна не только увлечь, но и не утомлять во время медленного чтения. Почти все персонажи хорошо развиты, есть разные палитры архетипов. Главные герои изображены как боги на поле битвы, и всё же автор часто напоминает, что они смертны. Негативный аспект состоит в том, что ознакомление может стать настоящим испытанием: сложные сюжетные повороты, насилие и драма на основе исторических событий. Это определённо не «лёгкое чтиво», а наводящие на размышления диалоги, от которых люди иногда устают. Даже в нынешнем виде «Сага о Винланде» легко входит в число лучших манг.
Согласно IGN, «Сага о Винланде» была лучшим аниме в летнем сезоне 2019 года. Данная историческая фантастика долгое время не получала адаптацию. Сериал чётко заявляет, что основное внимание уделяется персонажам — кем они были (Торс) и кем станут (Торфинн). Можно похвалить размеренный темп с необходимой долей напряжения и интриги, анимацию, музыку и озвучивание. Polygon считает, что для экранизации правильно выбрана Wit Studio, снявшая «Атаку титанов». Как и ожидалось, битвы оказались кровавыми, и с первой сцены зрители погружались в жестокий мир, наблюдая за битвой при Хьёрунгаваге. «Сага о Винланде» не воспевает насилие, а показывает ужасы войны и жизни викингов на рубеже веков. Торс мгновенно заставляет вспомнить о Эддарде Старке, поскольку оба хотели жить в мире и покое.
По мнению журнала «Мир фантастики», экранизация манги стала одним из самых популярных исторических аниме всех времён. Правда, её историчность примерно такая же, как у сериала «Викинги», где объединены события разных эпох. Торфинн Карлсефни — личность реальная, хотя аниме рассказывает о его детстве и юности со множеством выдумок, но о тех годах вообще ничего не известно. Место нашлось даже элементам мифа о короле Артуре. Аниме получилось по-настоящему многогранным: увлекательный сюжет, хорошо проработанный мир, неоднозначные персонажи, постепенно развивающийся главный герой — неудивительно, что оно имело успех и в Японии, и за её пределами. Однако история ещё далека от завершения.